# Radio Silesia
Radio Silesia ist ein privater polnischer Radiosender mit einem Informations- und Musikprogramm. Der Sender mit Sitz in Zabrze (Hindenburg OS) startete 2014 und ist mehrheitlich im Besitz von Arkadiusz Hołda. Zu einem kleinen Anteil gehört es dem Bistum Gleiwitz, welches gesellschaftliche und religiöse Sendungen beiträgt.
Der Sender übernahm die Frequenzen des ehem. Senders Radio Plus Śląsk. Bereits vor 2014 sendete TVS unter dem Namen Radio Silesia eine Fernsehsendung und einen Internetsender.
Radio Silesia richtet sich an Hörer im Alter von 30 bis 50 Jahren und spielt Schlesische Musik von Heute und aus den 1990er und 2000er Jahren.
Außerdem hat der Radiosender zwei weitere Schwesterkanäle: Radio Silesia Club und Radio Bercik Silesia. Die sind nur durch das Internet empfangbar.